# Cicuiara
Cicuiara is een kevergeslacht uit de familie van de boktorren (Cerambycidae). De wetenschappelijke naam van het geslacht werd voor het eerst geldig gepubliceerd in 1996 door Galileo & Martins.

## Soorten
Cicuiara omvat de volgende soorten:
- Cicuiara nitidula (Bates, 1866)
- Cicuiara striata (Bates, 1866)